# 基隆市籃球隊
基隆市（英語：Keelung City）是臺灣籃球隊，以基隆市作為球隊所在地。

## 歷史
2024年6月16日，中華民國籃球協會理事會通過決議，將支持在超級籃球聯賽（SBL）賽事中成立基隆的籃球隊，基隆籃球隊將由基隆市體育發展基金會籌備成立。8月12日，基隆隊因籌備不及，新賽季仍維持四隊參加SBL。
2025年8月18日，基隆市籃球隊於第23季SBL選秀會正式亮相，由總經理林冠綸、總教練楊志豪與助理教練沈欣漢出席選秀會。